# Чапрак (шкіра)
Чапра́к, також чепра́к — частина шкури тварини, як правило, спинна частина, становить від 45 % і до 55 % від площі всієї шкури. Це найцінніша частина, яка відрізняється найбільшою щільністю, товщиною і міцністю. У шкіряному виробництві сорт шкіри . Для такої шкіри характерна однорідна структура, висока міцність і стійкість до деформацій, механічного стирання і впливів навколишнього середовища.
Зазвичай її використовують при виготовленні шкіряних виробів з високою щільністю, таких, як підметка, ремінь, сумка, деталі кінської упряжі — збруя, наритники, сідло.
Чапрак, вирізаний у вигляді прямокутника, називається крупо́н (фр. croupon).
Частина чепрака в районі хвоста називається огузок.